# Du Pont
Du Pont – miasto w Stanach Zjednoczonych, w stanie Georgia, w hrabstwie Clinch.